# Мері Кер'ю
Мері Луїз Кер'ю Армстронг (англ. Mary Louise Carew Armstrong; нар. 8 вересня 1913 — пом. 12 липня 2002) — американська легкоатлетка, яка спеціалізувалася в бігу на короткі дистанції.

## Із життєпису
Олімпійська чемпіонка в естафеті 4×100 метрів (1932).
Ексрекордсменка світу в естафеті 4×100 метрів.
Чемпіонка США з бігу на 50 ярдів (1930) та 40 ярдів у приміщенні (1929—1932).

## Основні міжнародні виступи
| Рік  | Змагання         | Місто        | Місце | Дисципліна | Примітки         |
| ---- | ---------------- | ------------ | ----- | ---------- | ---------------- |
| 1932 | Олімпійські ігри | Лос-Анджелес | 1     | 4×100 м    | Відео на YouTube |